# Österreichischer Leichtathletik-Verband
La Österreichischer Leichtathletik-Verband (ÖLV) è una federazione sportiva che ha il compito di promuovere la pratica dell'atletica leggera e coordinarne le attività dilettantistiche ed agonistiche in Austria.